# 1566 год
1566 (ты́сяча пятьсо́т шестьдеся́т шесто́й) год  по юлианскому календарю — невисокосный год, начинающийся во вторник. Это 1566 год нашей эры, 6‑й год 7‑го десятилетия XVI века 2‑го тысячелетия, 7‑й год 1560‑х годов. Он закончился 459 лет назад.
| Пн | Вт | Ср | Чт | Пт | Сб | Вс |
|    | 1  | 2  | 3  | 4  | 5  | 6  |
| 7  | 8  | 9  | 10 | 11 | 12 | 13 |
| 14 | 15 | 16 | 17 | 18 | 19 | 20 |
| 21 | 22 | 23 | 24 | 25 | 26 | 27 |
| 28 | 29 | 30 | 31 |    |    |    |

| Пн | Вт | Ср | Чт | Пт | Сб | Вс |
|    |    |    |    | 1  | 2  | 3  |
| 4  | 5  | 6  | 7  | 8  | 9  | 10 |
| 11 | 12 | 13 | 14 | 15 | 16 | 17 |
| 18 | 19 | 20 | 21 | 22 | 23 | 24 |
| 25 | 26 | 27 | 28 |    |    |    |

| Пн | Вт | Ср | Чт | Пт | Сб | Вс |
|    |    |    |    | 1  | 2  | 3  |
| 4  | 5  | 6  | 7  | 8  | 9  | 10 |
| 11 | 12 | 13 | 14 | 15 | 16 | 17 |
| 18 | 19 | 20 | 21 | 22 | 23 | 24 |
| 25 | 26 | 27 | 28 | 29 | 30 | 31 |

| Пн | Вт | Ср | Чт | Пт | Сб | Вс |
| 1  | 2  | 3  | 4  | 5  | 6  | 7  |
| 8  | 9  | 10 | 11 | 12 | 13 | 14 |
| 15 | 16 | 17 | 18 | 19 | 20 | 21 |
| 22 | 23 | 24 | 25 | 26 | 27 | 28 |
| 29 | 30 |    |    |    |    |    |

| Пн | Вт | Ср | Чт | Пт | Сб | Вс |
|    |    | 1  | 2  | 3  | 4  | 5  |
| 6  | 7  | 8  | 9  | 10 | 11 | 12 |
| 13 | 14 | 15 | 16 | 17 | 18 | 19 |
| 20 | 21 | 22 | 23 | 24 | 25 | 26 |
| 27 | 28 | 29 | 30 | 31 |    |    |

| Пн | Вт | Ср | Чт | Пт | Сб | Вс |
|    |    |    |    |    | 1  | 2  |
| 3  | 4  | 5  | 6  | 7  | 8  | 9  |
| 10 | 11 | 12 | 13 | 14 | 15 | 16 |
| 17 | 18 | 19 | 20 | 21 | 22 | 23 |
| 24 | 25 | 26 | 27 | 28 | 29 | 30 |

| Пн | Вт | Ср | Чт | Пт | Сб | Вс |
| 1  | 2  | 3  | 4  | 5  | 6  | 7  |
| 8  | 9  | 10 | 11 | 12 | 13 | 14 |
| 15 | 16 | 17 | 18 | 19 | 20 | 21 |
| 22 | 23 | 24 | 25 | 26 | 27 | 28 |
| 29 | 30 | 31 |    |    |    |    |

| Пн | Вт | Ср | Чт | Пт | Сб | Вс |
|    |    |    | 1  | 2  | 3  | 4  |
| 5  | 6  | 7  | 8  | 9  | 10 | 11 |
| 12 | 13 | 14 | 15 | 16 | 17 | 18 |
| 19 | 20 | 21 | 22 | 23 | 24 | 25 |
| 26 | 27 | 28 | 29 | 30 | 31 |    |

| Пн | Вт | Ср | Чт | Пт | Сб | Вс |
|    |    |    |    |    |    | 1  |
| 2  | 3  | 4  | 5  | 6  | 7  | 8  |
| 9  | 10 | 11 | 12 | 13 | 14 | 15 |
| 16 | 17 | 18 | 19 | 20 | 21 | 22 |
| 23 | 24 | 25 | 26 | 27 | 28 | 29 |
| 30 |    |    |    |    |    |    |

| Пн | Вт | Ср | Чт | Пт | Сб | Вс |
|    | 1  | 2  | 3  | 4  | 5  | 6  |
| 7  | 8  | 9  | 10 | 11 | 12 | 13 |
| 14 | 15 | 16 | 17 | 18 | 19 | 20 |
| 21 | 22 | 23 | 24 | 25 | 26 | 27 |
| 28 | 29 | 30 | 31 |    |    |    |

| Пн | Вт | Ср | Чт | Пт | Сб | Вс |
|    |    |    |    | 1  | 2  | 3  |
| 4  | 5  | 6  | 7  | 8  | 9  | 10 |
| 11 | 12 | 13 | 14 | 15 | 16 | 17 |
| 18 | 19 | 20 | 21 | 22 | 23 | 24 |
| 25 | 26 | 27 | 28 | 29 | 30 |    |

| Пн | Вт | Ср | Чт | Пт | Сб | Вс |
|    |    |    |    |    |    | 1  |
| 2  | 3  | 4  | 5  | 6  | 7  | 8  |
| 9  | 10 | 11 | 12 | 13 | 14 | 15 |
| 16 | 17 | 18 | 19 | 20 | 21 | 22 |
| 23 | 24 | 25 | 26 | 27 | 28 | 29 |
| 30 | 31 |    |    |    |    |    |

## События
- 1493—1593 — Столетняя хорватско-османская война. Серия вооружённых конфликтов между Королевством Хорватия и Османской империей[1].
- 1507—1622 — Португало-персидская война. Ряд вооружённых конфликтов между колониалистской Португалией и вассальным Ормузом, с одной стороны, и Сефевидской империей, поддерживаемой англичанами, с другой[2].
- 1511—1641 — Малайско-португальская война. Вооружённый конфликт XVI-XVII веков, в котором Малаккский султанат при поддержке империи Мин, Голландской Ост-Индской компании (с 1607) и Джохора безуспешно сопротивлялся Португальской империи, стремившейся захватить Малакку и установить контроль над торговлей между Индией и Китае[3].
- 1558—1566 — закончилась Португало-турецкая война[4].
- 1560—1570 — Монгольское завоевание Малвы[5].
- 1565—1571 — завоевание Филиппинских островов испанцами.
- 1566—1568 — возобновление австро-турецкой войны за господство над Трансильванией[6].
  - 6 августа—8  сентября — Сигетварская битва[7].
  - В Трансильванских Альпах появился самозванец — претендент на престол Молдавии (Стефан Воевода (Мызга). Он возглавил крестьянское войско, но был вскоре разбит. Бежал в горы Трансильвании.
- 1563—1570 — Датско—шведская война[8].
  - 29 июля — шведы уничтожили датско-любекский флот — "катастрофа у Висбю"[9].
- 1566 — Поход шаха Тахмаспа в Картли и Кахетию[10].
- 1566—1609 — первый этап Нидерландской буржуазной революции (Восьмидесятилетняя война). Религиозно-идеологическая, политическая и социально-экономическая борьба Семнадцати провинций за независимость от испанского владычества[11].
  - Август — иконоборческое восстание в большей части Нидерландов. Разгромлено 5500 церквей.
- 5 апреля — обращение дворян к правительству вручено Маргарите Пармской депутацией союза «Компромисса». Лето — Лига дворян заключила союз с кальвинистскими консисториями. Было решено создать объединённый совет. Проповеди и шествия еретиков собрали тысячи вооружённых участников.
  - 23 августа — Маргарита Пармская заявила о своём согласии на отмену инквизиции, смягчение «плакатов», амнистию членов «Компромисса».
- Захват турками острова Хиос, принадлежавшего Генуэзской республике.
- Муленский ордонанс[фр.] во Франции — реформа правосудия.

### Речь Посполитая
- 1565—1566 — Сигизмунд II Август проводит административную и судебную реформы[12].
- Сигизмунд II Август начал строительство польского военно-морского флота, создал Морскую комиссию[12].
- В Великом Княжество Литовском издан второй Статут ВКЛ[13].
- Жолкевский Станислав отправлен ко двору короля Сигизмунда II Августа, где пользовался поддержкой Я. Замойского и сам оказывал ему поддержку[14].

## Русское государство
Царствование: 1533—1584 — Иван IV Васильевич Грозный
- 1558—1583 — Ливонская война[9].
- 1561—1570 —  Русско-литовская война. Один из эпизодов Ливонской войны по А.И. Филюшкину[9].
- 1565—1572 — Опричнина[15].
- 1566—1569 — Владимир Андреевич Старицкий дмитровский князь[16].
- Январь и март — начинаются репрессии против двоюродного брата царя — Владимира Старицкого. Меняется его удел и вместо Старицы, Алексина и Вереи, государь даёт ему: Дмитров, Боровск и Звенигород[17].
  - Зима—весна — Захарьин-Юрьев Никита Романович руководитель земской Боярской думы, член боярской комиссии по обмену территорий между царём и удельным князем Владимиром Старицким[18].
- Апрель — Воротынский Михаил Иванович, попавший в опалу в 1562 году прощён, даёт царю поручную запись, на которой стояли подписи 12 высокопоставленных лиц из состава земщины, за которых в свою очередь, поручились 116 членов земского двора. Ему возвращены часть родовых земель (Одоев, Новосиль и острог на Черне) и статус служилого князя[17][19].
- 29 апреля—4 июня — Иван Грозный участвует в "объезде" юго-западных городов и богомольной поездке в Троице-Сергиев монастырь[20].
- 19 мая — митрополит Афанасий "за немощью великой" оставляет кафедру и удаляется в Чудов монастырь[17].
  - 20 июля — Филипп (Колычев) согласился возглавить РПЦ[21].
  - 24 июля —  Освященный собор Русской церкви поставил в митрополиты игумена Соловецкого монастыря — Филиппа II[17].
  - 25 июля — утверждение царём Филиппа II митрополитом Московским и всея Руси. Игумен выговаривает себе право "печалования" (заступничество) за опальных (отменено в 1565 году), взамен соглашается не вмешиваться в опричнину и не покидать митрополию[17].
  - 11 августа — новый митрополит Филипп II (Колычев) вместе с епископами поставил пребывавшего на покое архиепископа Афанасия (Палецкого) на Полоцкую и Великолуцкую архиепископию, учреждённую после того, как в ходе Ливонской войны (1558-1583) и в результате Полоцкого похода (1562-1563) был завоёван Полоцк[21].
- Июнь — июль — Иван Грозный ведёт переговоры с литовским посольством о заключении мира и территориальном размежевании[17].
  - 17 июня — подписан боярский приговор о перемирии с ВКЛ[18].
- Июнь — июль — Земский собор в Москве поддерживает царское требование о передаче Русскому государству: Киева, Гомеля, Витебска и Любеча, отверг предложение о мире на условиях передачи ВКЛ — Полоцка и Смоленска[17].
  - 13 июля — стремясь преодолеть последствия серьёзных военных неудач, Висковатов Иван Михайлович предлагает на Соборе компромиссный вариант соглашения с польским королём Сигизмундом II Августом, заключавшийся в создании двух текстов с различным указанием государственной принадлежности Ливонии в царском титуле, что временно устроило и противную сторону[22].
  - 22 июля — переговоры с литовскими послами завершаются безрезультатно[17].
- Иван Грозный проводивший осмотр русских пограничных городов посетил: Белёв[23].
- Пожалованы боярством: Сукин Фёдор Иванович (ум. 1567)[24], Воротынский Михаил Иванович[19].
- На службу Государю выехали родоначальники дворянских родов: Столыпины и Тимашовы (Тимашевы-Беринг)[25].

### Города и поселения
- Первое упоминание Синичьей Горы в Псковской третьей летописи как места, на котором пастуху Тимофею было явление чудотворной иконы Одигитрии Божьей Матери.
- Для обороны от набегов Крымского ханства, в составе южной засечной черты Русского государства, основана крепость Орёл (сов. г. Орёл)[26].
- 1566—1567 — Мстиславский Иван Фёдорович основал на пожалованных ему царём землях г. Епифань[27].

### Руководители приказов
| Года      | Приказ          | Ф,И,О главы                     | Примечания |
| --------- | --------------- | ------------------------------- | ---------- |
| 1565-1572 | Большого дворца | Захарьин-Юрьев Никита Романович |            |
|           |                 |                                 |            |
|           |                 |                                 |            |

## Начало правления
См. также: Список глав государств в 1566 году
- 1566—1572 — Папа св. Пий V (1504—1572).
- 1566—1574 — султан Османской империи Селим II.

## Наука
- Вышла книга Диего де Ланда Кальдерона, третьего епископа Юкатана, исследователя цивилизации Майя — «Сообщение о делах в Юкатане»

## Родились
См. также: Категория:Родившиеся в 1566 году
- 1 февраля — Мария Воплощения, блаженная римско-католической церкви, инокиня Ордена Босых Кармелиток.
- 20 июня — Сигизмунд III Ваза — король польский (1587—1632), король шведский (1592—1599).
- Аллен, Эдуард — английский актёр елизаветинского театра и руководитель актёрских трупп, основатель Колледжа Божьей Благодати и Школы Аллена в Далвиче (Лондон).
- Джезуальдо да Веноза — итальянский композитор, автор мадригалов уникального хроматического стиля.
- Изабелла Клара Евгения — испанская инфанта, правительница Испанских Нидерландов.
- Пацци, Мария Магдалина де — католическая святая, монахиня-кармелитка, мистик.
- Суассон, Карл де Бурбон — французский принц крови, младший сын 1-го принца Конде, видный полководец последних Религиозных войн. В разные годы наместничал в Бретани (1589), Дофине (1602) и Нормандии (1610), а также в Новой Франции.
- Флегель, Георг — немецкий художник, основатель немецкой школы натюрморта.
- Яков I — король Шотландии (с 24 июля 1567 года — под опекой регентского совета, с 12 марта 1578 года — единолично) и первый король Англии из династии Стюартов с 24 марта 1603 года (провозглашение королём в Эдинбурге 31 марта 1603 года). Яков I был первым государем, правившим одновременно обоими королевствами Британских островов. Великобритании как единой державы тогда ещё юридически не существовало, Англия и Шотландия представляли собой суверенные государства, имевшие общего монарха.

## Скончались
См. также: Категория:Умершие в 1566 году
- Агрикола, Иоганн — один из самых деятельных и заслуженных богословов по введению протестантской веры.
- Герберштейн, Сигизмунд фон — австрийский дипломат, уроженец современной Словении, писатель и историк. Создал труды по географии, истории и внутреннем устройстве Московского Великого княжества и царства.
- Даниэле да Вольтерра — итальянский художник и скульптор.
- Диана де Пуатье — возлюбленная и официальная фаворитка короля Генриха II Французского.
- Миклош Зриньи — полководец императора Фердинанда I.
- Кабесон, Антонио де — испанский композитор и органист.
- Лабе, Луиза Шарлен — французская поэтесса.
- Лас Касас, Бартоломе де — испанский священник, доминиканец, первый постоянный епископ Чьяпаса. Вёл борьбу против зверств в отношении коренного населения Америки со стороны испанских колонистов[28].
- Нострадамус — французский астролог, врач, фармацевт и алхимик, знаменитый своими пророчествами.
- Риччо, Давид — итальянец, личный секретарь королевы Шотландии Марии Стюарт, зверски убитый заговорщиками-протестантами.
- Романино, Джироламо — итальянский живописец.
- Сулейман I — десятый султан Османской империи, правивший с 22 сентября 1520, халиф, величайший султан из династии Османов — при нём Оттоманская Порта достигла апогея своего развития.
- Фукс, Леонарт — немецкий учёный, ботаник и врач, один из «отцов» современной ботаники.
- Цуккаро, Таддео — итальянский художник, один из ярких представителей итальянской школы маньеризма. Старший брат Федерико Цуккаро.
- Арэо Миллер — Англия. Английский королевский кузнец, делал для Якова I лучшую броню и мечи.